# Nélson Couto e Silva Marques Lisboa
Nélson Couto e Silva Marques Lisboa (Belo Horizonte, 23 agosto 1934 – Ponta Grossa, 30 ottobre 2020) è stato un cestista brasiliano.

## Carriera
Con il Brasile ha disputato i Giochi olimpici di Melbourne 1956.